# Β-氯叔丁苯
β-氯叔丁苯是一种有机氯化合物，化学式为C10H13Cl。它可由叔丁苯和N-氯代丁二酰亚胺在光照下和苯乙酮催化下的反应制得。它和硫酸、硝酸反应，可以得到4-硝基-β-氯叔丁苯。